# حوادث الحدود الأردنية السورية خلال الحرب الأهلية السورية
حوادث الحدود الأردنية السورية خلال الحرب الأهلية السورية تُشير إلى حوادث العنف التي حصلت على بعد 379 كيلومتر (235 ميل) من الحدود الأردنية-السورية خلال الحرب الأهلية السورية.
قدمت الشركة الأمريكية رايثيون المتخصصة في أنظمة الدفاع المساعدة والنصح والتداريب للقوات المسلحة الأردنية؛ كما ساعدتها في بناء أنظمة رادار عالية تمتد عبر منطقة واسعة من الحدود بين البلدين. وقد مكن نظام الأمن هذا من الكشف على عدة عمليات تسلل فاشلة على طول الحدود الأردنية، كما ساعدت الدوريات الأردنية على التعامل مع كل حالة على حدة، كما استطاع نظام الأمن الكشف عن حركة وعمليات كل الميليشيات قبل الوصول إلى الأراضي الأردنية مما دفع بالجيش إلى التحرك نحو الحدود وتدعيم قوته هناك، كما أرسل عدة تحذيرات إلى المتسللين وحذرهم من خرق الحدود لأنهم حينها سيتعرضون لعملية إبادة وتطهير شامل وفقا لما ذُكر في قواعد الاشتباك.
يقول الأردن أن محاولات تهريب المخدرات عبر حدوده زادت بنسبة 3 أضعاف منذ بداية الحرب الأهلية السورية، وأنه تمكن من إحباط جميع محاولات التسلل.

## نظرة عامة
هذه إحصائيات عامة حول عدد العمليات على طول الحدود الأردنية مع سوريا اعتبارا من 17 آذار/مارس 2017.
| الحالة            | 2015 | 2016 | 2017 | مجموع |
| ----------------- | ---- | ---- | ---- | ----- |
| عدد عمليات التسلل | 85   | 79   | 24   | 188   |
| عدد المتسللين     | 132  | 151  | 65   | 348   |

## الجدول الزمني

### 2012
في أكتوبر/تشرين الأول 2012، حاول مجموعة من المسلحين الإسلاميين التسلل إلى الأردن قادمين من سوريا مستغلين بذلك الحرب الأهلية هناك، مما دفع بالجيش الأردني إلى التدخل وإحباط هذه المحاولة حيث تمكن من إصابة عنصر «متشدد» واحد بحروح خطيرة وقتل أربعة آخرون، وقد أسفرت هذه الاشتباكات عن وفاة أحد الجنود الأردنيين الذي كان يحرس الحدود، كما تم القبض على 13 عضو متورط خلال هذه الاشتباكات في حين تراجع الباقي وعادوا باتجاه الأراضي السورية.

### 2014
في 16 نيسان/أبريل 2014، قصف سلاح الجو الملكي الأردني قافلة من المركبات على الحدود السورية-الأردنية، ويقال إن الغارة وقعت عندما كانت حاولت قافلة اختراق الحدود الأردنية قادمة من سوريا.
على الرغم من التورط السوري في هذه العملية، إلا أن مسؤول عسكري تابع لنظام بشار صرح بأن المركبات التي لا تنتمي إلى الجيش السوري، وقال مصدر أمني أردني أن الأهداف ظهرت على الرادار الذي تمكن من رصد المركبات وهي تهاجم الثوار السوريين باستعمال مدافع ورشاشات كما شنت نفس المركبات هجمات على المدنيين الذين لجأوا إلى الحدود هربا من القتال مع القوات الحكومية في جنوب سوريا.

### 2016
في 23 كانون الثاني/يناير، حاول ما مجموعه 36 مسلحا التسلل إلى الحدود ثم اشتبكوا مع حرس الحدود الأردني مما خلف 12 قتيلا من المتسللين في حين أن تراجعت البقية مرة أخرى إلى سوريا. وقد أسفرت عملية التنقيب التي بدأها الجيش الأردني عقب هذا الاشتباك على العثور على مليوني من حبوب الدواء، فيما صرح المتحدث الرسمي باسم الجيش قائلا: «إن الأردن لن يتسامح مع أي محاولة تسلل وسيضرب بيد من حديد على كل من يحاول المساس بالأمن العام في الأردن.»
في 25 كانون الثاني/يناير، حاول مسلحين التسلل إلى الحدود لكنهم تعرضوا للقصف وأُجبروا على التراجع، وقد عثرت السلطات الأردنية عقب هذه المحاولة على 2600 كيس من الماريوانا و2.4 مليون من الفينيثايلين بالإضافة إلى حبوب منع الحمل.
في 7 شباط/فبراير، استغل رجلان من سوريا ضبابية الجو وحاولا التسلل إلا أنهما لقيا حتفهما حسب ما جاء في قواعد الاشتباك، وقد صرح المتحدث الرسمي باسم القوات المسلحة الأردنية بعد العملية مؤكدا ومحذرا في نفس الوقت من محاولة اختراق الحدود لأن أي من تجرأ سيواجه نفس المصير.
في 24 شباط/فبراير، استغلت سيارتين مجددا صبابية الجو وسوء أحوال الطقس فاولا التسلل وبعد ضبطهما اشتبكا مع دوريات الحدود، فنجم عن النزاع وفاة أحد المتسللين وإصابة ستة آخرين تم نقلهم على الفور إلى المستشفى ومن ثم السجن.
في فجر 21 حزيران/يونيو، انفجرت سيارة مفخخة بالقرب من مخفر القوات المسلحة الأردنية في أقصى الشمال الشرقي من نقطة الركبان التي يوجد فيها مخيمات مؤقتة للاجئين السوريين. خلف الهجوم 6 قتلى و 14 جريحا من الجنود الأردنيين. ونتيجة لهذا الحادث، أعلن الأردن على أن حدوده مع سوريا أعلنت باتت عبارة عن «منطقة عسكرية مغلقة». أما وزير الخارجية الأردني ناصر جودة فقد قال في مؤتمر صحفي: «نحن لا نحتاج لهجوم إرهابي بشع مثل هذا لتثبت للعالم شرعية مخاوفنا الأمنية.» وفي أعقاب الحادث، توقف إيصال المساعدات الإنسانية إلى المنطقة بسبب المخاوف الأمنية المتزايدة. حيث سُمح بمرور قافلة واحدة للمساعدات الإنسانية بعد الهجوم، ومع ذلك فقد استأنفت المساعدة الإنسانية بعد أسبوعين من تاريخ حصول الهجوم. في أيلول/سبتمبر 2016، تقطعت بحوالي 75,000 من اللاجئين السوريين السبل في منطقة الركبان في ظل ظروف معيشية صعبة بسبب انعدام الوصول إلى الرعاية الطبية الضرورية والماء الصالح للشرب كما أن انتشار الأمراض قد زاد من الوفيات في صفوف اللاجئين.
في 8 أيلول/سبتمبر 2016، تم تدمير سيارة من قبل قوات حرس الحدود كانت تُحاول التسلل إلى الأردن؛ والملاحظة في هذه العملية أن استهداف السيارة تم بينما كانت السيارة لا تزال على الأراضي السورية ولم تصل بعد للحدود بين البلدين.
قُتل 3 متسللين عند اقترابهم من الحدود الأردنية قادمين من سوريا بتاريخ 27 تشرين الأول/أكتوبر 2016.

### 2017
انفجار سيارة مفخخة في 22 كانون الثاني/يناير 2017 في منطقة الركبان معقل مخيم اللاجئين تسبب في وفاة 11 حالة في صفوف اللاجئين السوريين.
سبعة أشخاص حاولوا عبور الحدود في 17 آذار/مارس عام 2017، قبل أن يشتبكوا مع حرس الحدود مما نجم عن مقتل ثلاثة منهم فيما تراجع الأربع الآخرون وعادوا صوب الأراضي السورية، وقد صرح المتحدث باسم حرس الحدود في وقت لاحق أنهو عثروا على كميات كبيرة من المخدرات عقب هذه العملية.
أحبطت قوات حرس الحدود محاولة تسلسل أخرى في 27 آذار/مارس عام 2017 وقد انتهت العملية بمقتل ثلاثة من المتسللين، وكان الجيش قد صرح في وقت لاحق أن المتسللين كانوا يحاولون تهريب المخدرات.
أسقطت طائرة من طراز F-16 تابعة لسلاح الجو الأردني طائرة بدون طيار مجهولة الهوية في 11 أيار/مايو 2017 بالقرب من الحدود مع سوريا.
حاول ثلاثة من المسلحين على دراجات نارية استهداف الجنود الأردنيين على الحدود في الركبان بتاريخ 3 حزيران/يونيو 2017، وقد قتلوا جميعا، فيما تعرض جندي أردني لإصابة خطيرة نوعا ما على مستوى الذراع.
استهدف الجيش الأردني سيارات كانت تحاول اختراق الحدود، وقد نجم عن عملية الاستهداف قتل 5 من المتسللين وذلك بتاريخ 11 حزيران/يونيو.
أعلن حرس الحدود يوم 22 آب/أغسطس عن تمكنه من قتل 2 من المتسللين.

## الإحصاءات
كشف تقرير صادر عن القيادة العليا في القوات المسلحة الأردنية أنه خلال عام 2015 أحبطت دوريات حرس الحدود 85 محاولة تسلل شملت 132 شخصا. كما أشار نفس التقرير إلى أن المركبات تم استهدافها مباشرة وذلك حسب ما جاء في قواعد الاشتباك، كما عُثِر على 1,473 قطعة من الأسلحة المختلفة، و6,659 رصاصة و16,768,684 من حبوب منع الحمل، ثم 893,060 ورقة ماريخوانا و 20,000 من حبوب الترامادول.